# براکینریج
براکینریج (به انگلیسی: Breckenridge) یک شهر در ایالات متحده آمریکا است که در شهرستان کالدول، میزوری واقع شده‌است. براکینریج ۱٫۴۲ کیلومتر مربع مساحت و ۳۸۳ نفر جمعیت دارد و ۲۸۱ متر بالاتر از سطح دریا واقع شده‌است.